# Баскетбол на літніх Олімпійських іграх 2012
Змагання з баскетболу на літніх Олімпійських іграх 2012 року пройшли на Баскетбольній арені та Норз Гринвіч Арена у Лондоні з 28 липня по 12 серпня. У змаганнях брали участь чоловічі та жіночі національні збірні. Розіграно 2 комплекти нагород.

## Кваліфікація

### Чоловіки
За правилами Міжнародної федерації баскетболу у змаганні на літніх Олімпійських іграх 2012 року між національними чоловічими збірними з баскетболу допускається 12 команд.
| Країна              | Місце      | Дата                        | Умови кваліфікації                           |
| ------------------- | ---------- | --------------------------- | -------------------------------------------- |
| Велика Британія     | -          | 6 липня 2005                | Країна-господар                              |
| США                 | Туреччина  | 28 серпня — 12 вересня 2010 | Переможець чемпіонату світу 2010             |
| Туніс               | Мадагаскар | 17-28 серпня 2011           | Переможець чемпіонату Африки 2011            |
| Аргентина Бразилія  | Аргентина  | 30 серпня — 11 вересня 2011 | Фіналісти чемпіонату Америки 2011            |
| Австралія           | Австралія  | 7-11 вересня 2011           | Переможець чемпіонату Океанії                |
| Іспанія Франція     | Литва      | 31 серпня — 18 вересня 2011 | Фіналісти чемпіонату Європи 2011             |
| Китай               | Китай      | 15-25 вересня 2011          | Переможець чемпіонату Азії 2011              |
| Литва Росія Нігерія | Венесуела  | 2-8 липня 2012              | Переможці світової кваліфікації до Олімпіади |

### Жінки
За правилами Міжнародної федерації баскетболу у змагання на літніх Олімпійських іграх 2012 року між національними жіночими збірними з баскетболу допускається 12 команд.
| Країна                                  | Місце     | Дата                       | Умови кваліфікації                                         |
| --------------------------------------- | --------- | -------------------------- | ---------------------------------------------------------- |
| Велика Британія                         | -         | 6 липня 2005               | Країна-господар                                            |
| США                                     | Чехія     | 23 вересня — 3 жовтня 2010 | Переможець чемпіонату світу 2010                           |
| Росія                                   | Польща    | 18 червня — 3 липня 2011   | Переможець чемпіонату Європи 2011                          |
| Китай                                   | Японія    | 21-28 серпня 2011          | Переможець чемпіонату Азії 2011                            |
| Австралія                               | Австралія | 7-11 вересня 2011          | Переможець чемпіонату Океанії 2011                         |
| Бразилія                                | Колумбія  | 24 вересня — 1 жовтня 2011 | Переможець чемпіонату Америки 2011                         |
| Ангола                                  | Малі      | 23 вересня — 2 жовтня 2011 | Переможець чемпіонату Африки 2011                          |
| Франція Туреччина Чехія Хорватія Канада | Туреччина | 25 червня — 1 липня 2012   | Учасники кваліфікаційного відбору на Олімпійські ігри 2012 |

## Календар
| Г | Груповий раунд | ¼ | Чвертьфінали | ½ | Півфінали | Т | Матч за 3-тє місце | Ф | Фінал |

| Раунд↓/Дата → | Пт 28 | Нд 29 | Пн 30 | Вт 31 | Ср 1 | Чт 2 | Пт 3 | Сб 4 | Нд 5 | Пн 6 | Вт 7 | Ср 8 | Чт 9 | Пт 10 | Сб 11 | Сб 11 | Нд 12 | Нд 12 |
| ------------- | ----- | ----- | ----- | ----- | ---- | ---- | ---- | ---- | ---- | ---- | ---- | ---- | ---- | ----- | ----- | ----- | ----- | ----- |
| Чоловіки      |       | Г     |       | Г     |      | Г    |      | Г    |      | Г    |      | ¼    |      | ½     |       |       | Т     | Ф     |
| Жінки         | Г     |       | Г     |       | Г    |      | Г    |      | Г    |      | ¼    |      | ½    |       | Т     | Ф     |       |       |

## Жеребкування
За підсумками жеребкування учасники змагань були поділені на дві групи.

### Чоловіки
Детальніше: Баскетбол на літніх Олімпійських іграх 2012 — чоловічий турнір
| - Аргентина - Франція - Литва - Нігерія - Туніс - США | - Австралія - Бразилія - Китай - Велика Британія - Росія - Іспанія |

### Жінки
Детальніше: Баскетбол на літніх Олімпійських іграх 2012 — жіночий турнір
| - Ангола - Китай - Хорватія - США - Чехія - Туреччина | - Бразилія - Австралія - Велика Британія - Росія - Канада - Франція |

## Медалі

### Загальний залік
| Місце  | Країна    | Золото | Срібло | Бронза | Загалом |
| ------ | --------- | ------ | ------ | ------ | ------- |
| 1      | США       | 2      | 0      | 0      | 2       |
| 2      | Іспанія   | 0      | 1      | 0      | 1       |
| 2      | Франція   | 0      | 1      | 0      | 1       |
| 3      | Австралія | 0      | 0      | 1      | 1       |
| 3      | Росія     | 0      | 0      | 1      | 1       |
| Всього | Всього    | 2      | 2      | 2      | 6       |

### Медалісти
| Дисципліна | Золото | Срібло | Бронза |
| ---------- | --- | --- | --- |
| Чоловіки   | США (USA) Тайсон Чендлер Кевін Дюрант Леброн Джеймс Расселл Вестбрук Дерон Вільямс Андре Ігуодала Кобі Браянт Кевін Лав Джеймс Гарден Кріс Пол Ентоні Девіс Кармело Ентоні | Іспанія (ESP) По Газоль Руді Фернандес Серхіо Родрігес Хуан Карлос Наварро Хосе Кальдерон Феліпе Реєс Віктор Клавер Фернандо Сан Еметеріо Серхіо Люль Марк Газоль Серхе Ібака Віктор Сада | Росія (RUS) Олексій Швед Тимофій Мозгов Сергій Карасьов Віталій Фрідзон Саша Каун Євген Воронов Віктор Хряпа Семен Антонов Сергій Моня Дмитро Хвостов Антон Понкрашов Андрій Кириленко   |
| Жінки      | США (USA) Ліндсі Вейлен Сеймон Огастус Сью Берд Майя Мур Енджел Маккотрі Ася Джонс Таміка Кетчінгс Свін Кеш Даяна Торасі Сільвія Фоулз Тіна Чарлз Кендейс Паркер           | Франція (FRA) Ізабель Якубу Андене Мієм Клеманс Бекес Сандрін Груда Едвідж Лоусон-Вейд Селін Дюмерк Флоранс Лепрон Емілі Гоміс Маріон Лаборд Елоді Годен Еммелін Ндонг Женніфер Дігбе     | Австралія (AUS) Дженна О'Гі Саманта Річардс Дженніфер Скрін Еббі Бішоп Сюзі Баткович Катлін Маклеод Крісті Герровер Лора Саммертон Белінда Снелл Рейчел Джеррі Ліз Кембідж Лорен Джексон |

## Спортивні об'єкти
На літніх Олімпійських іграх 2012 у Лондоні матчі групового етапу баскетбольного турніру пройшли на баскетбольній арені, а вирішальні ігри на «Норз Гринвіч Арені».
| Лондон               | «Норз Гринвіч Арена» Баскетбольна аренаБаскетбол на літніх Олімпійських іграх 2012 (Великий Лондон) | Лондон             |
| «Норз Гринвіч Арена» | «Норз Гринвіч Арена» Баскетбольна аренаБаскетбол на літніх Олімпійських іграх 2012 (Великий Лондон) | Баскетбольна арена |
| Місткість:20 000     | «Норз Гринвіч Арена» Баскетбольна аренаБаскетбол на літніх Олімпійських іграх 2012 (Великий Лондон) | Місткість:12 000   |
|                      | «Норз Гринвіч Арена» Баскетбольна аренаБаскетбол на літніх Олімпійських іграх 2012 (Великий Лондон) |                    |

## Судді
Міжнародна федерація баскетболу (ФІБА) назвала 30 арбітрів, які обслуговували олімпійський баскетбольний турнір:
| - Самір Абаакіль - Майкл Айлен - Реджеп Анкаралі - Хуан Карлос Артеага - Ілія Белошевіч - Шехал Бендке - Маркос Беніто - Хорхе Васкес - Феліція Грінтер - Віталіс Одіамбо годе | - Кароль Делоне - Хосе Анібал Карріон - Вільям Кеннеді - Луїджі Ламоніка - Олег Латишев - Роберт Лоттермозер - Крістіано Хесус Марані - Воан Мейберрі - Рабах Нуджаім - Пен Лін | - Саша Пуклі - Борис Рижик - Фернандо Хорхе Сампіетро - Фернандо Сампьетро - Стефан Себелев - Христос Христодулу - Гуерріно Черебук - Олена Чернова - Пабло Альберто Естевес - Карл Юнгебранд |